# La Rosa Negra (luchadora)
Nilka García Solís (nacida el 21 de septiembre de 1988) es una luchadora profesional puertorriqueña, conocida bajo el nombre de Black Rose o La Rosa Negra.

## Carrera en la lucha libre profesional
García comenzó a luchar en Puerto Rico. Trabajó en el Consejo Mundial de Lucha Libre (WWC), donde se convirtió en cuatro veces campeona femenina de la WWC.

### Ring Warriors
El 14 de julio de 2012 en Hollywood Heat Wave de Ring Warriors , Rosa derrotó a Sienna DuVall y Su Yung para convertirse en la primera campeona de RW Battling Bombshells. Rosa perdió el título contra DuVall el 8 de septiembre, pero recuperó el título el 29 de septiembre de 2012. Rosa retuvo el título durante 3 años hasta el 28 de marzo de 2015, cuando Rose perdió el título contra Santana Garrett en un combate donde Garrett ganó el Campeonato Femenino de NWA. también estaba en juego.

### Shine (2013–2020)
Rose debutó en Shine en Shine 7 el 22 de febrero de 2013, en un combate a tres bandas ganado por Tina San Antonio, en el que también involucró a Luscious Latasha.

### National Wrestling Alliance (2023-presente)
García, como La Rosa Negra, declaró en el episodio del 28 de febrero de 2023 de NWA Powerrr, que estaba utilizando la oportunidad de título de la Serie de Campeones que había ganado anteriormente para desafiar a Kamille por el Campeonato Mundial Femenino de la NWA en NWA 312. Rosa estaba programada para luchar en la primera noche de la Crockett Cup el 3 de junio, sin embargo, Rosa se perdió el espectáculo después de verse involucrada en un accidente automovilístico y NWA señaló que Rosa se encuentra bien y se está recuperando.

## Campeonatos y logros
- Mission Pro Wrestling
  - MPW Championship (1 vez)[6]
  - MPW Championship Tournament (2020)[6]
  - MPW Year-End Award (3 times)
    - Moment of the Year Award (2019) convirtiéndose en la primera campeona de MPW[7]
    - Wrestler of the Year Award (2020, 2021)[7]

- Pro Wrestling Syndicate
  - PWS Bombshells Championship (1 vez)
  - Majestic Twelve (2012)
- Ring Warriors
  - Battling Bombshells Championship (2 veces)
- Vendetta Pro Wrestling
  - Luna Vachon Cup (2015)[8]
- World Wonder Ring Stardom
  - High Speed Championship (1 vez)
  - 5★Star GP Award (1 vez)
    - 5★Star GP Technique Award (2015)[9]
- World Wrestling Council
  - WWC Women's Championship (4 veces)[2]

- Pro Wrestling Illustrated
  - Ranked No. 48 of the best 50 female wrestlers in the PWI Female 50 in 2015[10]